# Acido succinico
L'acido succinico, nome sistematico acido 1,4-butandioico, è un acido bicarbossilico avente formula semistrutturale HOOC−CH2−CH2−COOH, o anche (CH2)2(CO2H)2.
In quanto acido diprotico, l'acido succinico in soluzione acquosa subisce due successive dissociazioni:
(CH2)2(CO2H)2 + H2O   ⇌   (CH2)2(CO2H)(CO2)− + H3O+
(CH2)2(CO2H)(CO2)− + H2O   ⇌   (CH2)2(CO2)22− + H3O+
I valori dei pKa per questi due equilibri sono 4,19 e 5,48, rispettivamente.
A temperatura ambiente si presenta come un solido bianco inodore dal forte sapore acido, solubile in acqua nella misura di 80 g/L a 20 °C e solubile anche in alcool, etere, acetone e metanolo. È un composto irritante.
Il succinato da esso proveniente è una tappa fondamentale del ciclo di Krebs, dal quale si produce per deidrogenazione il fumarato [trans-(−OOC−CH=CH−COO−)] ad opera della succinato deidrogenasi, con conseguente riduzione del FAD a FADH2.
Per trattamento con cloruro di acetile, o con cloruro di fosforile, può essere disidratato a dare la corrispondente anidride succinica.